# Sommerloch
Sommerloch es un municipio situado en el distrito de Bad Kreuznach, en el estado federado de Renania-Palatinado (Alemania). Tiene una población estimada, a fines de 2020, de 403 habitantes.
Está ubicado en el centro del estado, al oeste de la ciudad de Maguncia —la capital del estado— y a poca distancia de la orilla del río Nahe, un afluente del Rin por la izquierda.